# Union des forces démocratiques de Guinée
Union des forces démocratiques - UFD
Pour les articles homonymes, voir Union des forces démocratiques.
 (octobre 2024).
Si vous disposez d'ouvrages ou d'articles de référence ou si vous connaissez des sites web de qualité traitant du thème abordé ici, merci de compléter l'article en donnant les références utiles à sa vérifiabilité et en les liant à la section « Notes et références ».
L'Union des forces démocratiques de Guinée (UFDG) est un parti politique guinéen fondé en 1991.

## Historique
L'Union des forces démocratiques de Guinée est devenue la principale force politique en république de Guinée. Créée dès 1991 avec l’avènement du multipartisme intégral, l’UFDG a connu plusieurs évolutions dont la connaissance par les militants et responsables voire l’opinion publique est devenue une nécessité.
Les 16 et 17 septembre 1991, plusieurs organisations réunies au siège du centre national de perfectionnement en gestion (CNPG) à Donka ont décidé de fusionner pour créer un parti politique dénommé union des forces démocratiques (UFD). Ces organisations sont : l’union des forces démocratiques de Guinée (UFDG) de Amadou Bah Oury et amis, l’union des forces patriotiques (UFP) de Mamadou Baadiko Bah et amis résidents au Cameroun, le parti de l’Unité et de la renaissance (PUR) du professeur Alpha Ibrahima Sow, du forum démocratique de Guinée (FODEG) créé par des Guinéens résidant en Côte d’Ivoire et du mouvement estudiantin. Au terme de ce congrès constitutif, Amadou Bah Oury est élu au poste de secrétaire général de l’UFD qui s’est structurée en plusieurs entités à l’étranger. Ainsi, il s’est créée l’UFD France avec Dr Bakary Diakité comme secrétaire général, l’UFD Côte d’Ivoire avec Boubacar Diallo comme secrétaire général et UFD Cameroun avec Mamadou Baadicko Bah comme secrétaire général.
Dès sa création, l’UFD s’est inscrite au rang de l’opposition démocratique et a exigé la tenue d’une conférence nationale souveraine avant la tenue de toute élection. Cette position n’ayant pas obtenu le soutien des autres partis de l’opposition qui ont préféré participer aux élections présidentielles de 1993 et législatives de 1995, n’a malheureusement pas eu lieu.
En octobre 1992 sous le prétexte de « tentative d’assassinat du président Conté par le biais du jeune Amadou Lélouma Diallo », Bah Oury le secrétaire général de l’UFD est interpellé et mis en résidence surveillée. La réaction des forces démocratiques de l’opposition oblige le pouvoir à négocier sa libération.
Dès les premières années de son existence, des difficultés et des divergences de leadership ont jalonné la vie de l’UFD notamment entre certains membres de l’UFD de l’extérieur et la direction nationale. C’est dans ce contexte que s’est tenu le congrès d’avril 1995. Lors de ce congrès, une des solutions de sortie de crise était la création d’un conseil permanent ayant à sa tête un président et un bureau exécutif dirigé par le secrétaire général. Mais, le rapporteur des statuts qu’était feu Alpha Ibrahima Sow a mal rapporté et s’est autoproclamé Président de l’UFD plutôt que président du conseil permanent. Cette situation aboutit à la convocation d’un congrès extraordinaire les 30 et 31 août 1997 et qui a décidé du changement de nom du parti qui devient union des forces démocratiques de Guinée (UFDG). Ce changement de nom a été consacré par l’arrêté N0 A/98/0742/MID.
À la suite du différend survenu au sein de l’Union pour le Progrès et le Renouveau (UPR) sur la participation ou non aux élections législatives de juin 2002, Bâ Mamadou et ses amis adhèrent à l’UFDG le 17 octobre 2002. Cette adhésion a permis au congrès du 18 octobre 2002 d’élire Bâ Mamadou au poste de président de l’UFDG et d’ouvrir une nouvelle page pour le parti. L’UFDG récupère ainsi tous les militants et sympathisants de l’UPR et qui sont favorables au doyen de l’opposition guinéenne. Par la suite, le parti se développe à l’intérieur et à l’extérieur du pays. Des fédérations, des sections et des comités de base sont installés dans certaines préfectures, dans quatre communes de Conakry et dans certains pays étrangers comme la France, l’Allemagne, la Belgique, les États-Unis, le Canada.
Lors des élections communales et communautaires de décembre 2005, l’UFDG participe pour la première fois à une consultation électorale et remporte la mairie de Dinguiraye, la CRD de Bourouwal-Tappé dans la préfecture de Pita et des conseillers communaux et communautaires dans beaucoup d’autres communes urbaines et communautés rurales de développement.
Dès le début de l’année 2006, l’UFDG participe aux discussions menées au sein du groupe de réflexion et de réconciliation (GRC) animé par des jeunes de l’UFDG, de l’UPR et de Hafia. Ces discussions ont abouti à des négociations avec le parti Hafia du docteur Saliou Bella Diallo qui ont permis en juillet 2007 leur adhésion à l’UFDG. Saliou Bella est accueilli à l’UFDG au tire de vice–président et les membres du bureau exécutif de son parti sont reçus comme membres du bureau exécutif de l’UFDG.
Au début de l’année 2007, l’UFDG propose à l’UPR et d’autres partis de l’opposition un projet d’alliance électorale. Des négociations sont entamées avec l’UPR mais, cette dernière ne propose ni plus ni moins qu’une fusion absorption de l’UFDG. Pour cette raison entre autres, ces négociations n’aboutiront pas.
C’est dans ce contexte que Cellou Dalein Diallo fait sa rentrée politique et devient président du parti le 15 novembre 2007 et Bâ Mamadou devient président d’honneur du parti.

### Présidence de Cellou Dalein Diallo
L’investiture de Cellou Dalein Diallo au poste du président du parti de l’UFDG. Le Parti devient la première force politique du pays avec des comités de base dans 440 secteurs sur les 520 que compte la ville de Conakry et dans la majorité des districts ruraux du pays ; des sections dans la majorité des quartiers de Conakry et des sous-préfectures du pays ; des fédérations dans les cinq communes de Conakry, dans les 33 préfectures et dans une vingtaine de pays en Afrique, en Europe et en Amérique.

#### International
En 2014, l'UFDG rejoint l'internationale libérale et son président Cellou Dalein Diallo est élu deux fois de suite vice-président de l'institution.

### Listes des présidents
| Portrait | Prénoms et nom        | fonction           | Debut | Fin      |
| -------- | --------------------- | ------------------ | ----- | -------- |
|          | Bah Oury              | secrétaire général | 1992  | 2002     |
|          | Bah Mamadou           | Président          | 2002  | 2006     |
|          | Mamadou Cellou Diallo | Président          | 2007  | en cours |

## Dans la culture

### Films
- 2024 : L’Histoire de Souleymane, de Boris Lojkine.